# Корнеліс де Ягер
Корнеліс де Ягер (нід. Cornelis de Jager; 29 квітня 1921 — 27 травня 2021) — голландський астроном, член Нідерландської королівської АН (1969).

## Біографічні відомості
Родився в Текселі. У 1945 році закінчив Утрехтський університет, з яким пов'язана вся його подальша діяльність: у 1946 році викладав тут теоретичну фізику, упродовж 1957—1960 років — астрофізику, з 1960 року — професор астрофізики; з 1946 року працює в астрономічній обсерваторії університету (з 1963 року — директор); в 1965 році очолив також лабораторію космічних досліджень.
Основні наукові роботи відносяться до фізики Сонця і зірок. Розробляв деякі питання теорії утворення фраунгоферових ліній, розвинув методику інтерпретації спостережуваних профілів ліній. Побудував модель атмосфери Сонця. Спільно з Л. Невеном розрахував одну з ранніх серій моделей зоряних атмосфер для великого інтервалу ефективних температур і світимостей. В останні роки велику увагу приділяє космічним дослідженням. Сконструював ряд приладів для ультрафіолетової спектроскопії Сонця і для спостережень Сонця та інших космічних об'єктів у рентгенівському діапазоні з борту штучних супутників Землі. На підставі спостережень у радіо- та рентгенівському діапазонах досліджував процеси, що призводять до утворення сонячних спалахів.
Автор монографій «Будова і динаміка атмосфери Сонця» (1959) та «Зірки найбільшою світності» (1980).
Головний редактор міжнародних журналів «Solar Physics» (з 1960) і «Space Science Reviews» (з 1961).
Генеральний секретар Міжнародного астрономічного союзу (1970—1973), президент КОСПАР (1972—1978 і 1982—1986), президент Міжнародної ради наукових союзів (1978—1980).
Премія імені П. Ж. С. Жансен Французького астрономічного товариства (1984).
На його честь названо астероїд 3798 де Яґер.